# همیشه‌سبز (مجموعه تلویزیونی)
همیشه‌سبز (انگلیسی: Evergreen؛‏ کره‌ای: 그남자 오수) مجموعه تلویزیونی محصول کره جنوبی سال ۲۰۱۸ با بازی لی جونگ هیون و کیم سو اون است. این مجموعه از ۵ مارس تا ۲۴ آوریل ۲۰۱۸، ردزهلی دوشنبه و سه‌شنبه ساعت ۲۱:۰۰ (کی‌اس‌تی) از شبکهٔ اوسی‌ان پخش شد.

## خلاصه داستان
این مجموعه روایتگر داستان دو فرد است که به واسطهٔ گردهٔ جادویی یک «کوپید» اسرارآمیز، دلباختهٔ یکدیگر می‌شوند.

## بازیگران

### اصلی
- لی جونگ هیون در نقش اوه سو (۲۷ سال)[۷]
- کیم سو اون در نقش سو یو ری (۲۷ سال)

### مکمل
- کانگ ته اوه در نقش کیم جین وو (۲۷ سال)
- هو جونگ مین در نقش اوه گا نا (۳۰ سال)
- پارک گون هیونگ در نقش اوه مان سو (۸۰ سال)
- لی هه ران در نقش یون چه ری[۸]
- یو ایل در نقش پارک مین هو[۹][۱۰]
- پارک نا یه در نقش سو سو جونگ
- کیم هو جونگ
- جین یه جو در نقش هون هیو جو[۱۱]
- چوی ده چول در نقش مدیرعامل نام جی سوک

### حضور ویژه
- کیم هو جونگ
- وون کی جون در نقش پدر اوه سو
- کو این بوم
- هان بو رون در نقش دوست‌دختر اوه گا نا (۳۰ سال)

## تولید
فیلم‌برداری این مجموعهٔ پیش‌تولید شده، قرار بود در دسامبر ۲۰۱۷ آغاز شود.